# Filmworks III: 1990-1995
Filmworks III: 1990-1995 est un album de John Zorn paru à l'origine au Japon sur le label Eva Records, et réédité en 1997 sur le label Tzadik. Il comprend la musique du film Thieves Quartet (1993), de Joe Chapelle, musique jouée par un quartet qui deviendra Masada; Music For Tsunta (1988), test pour la série Cynical Hysterie Hour de Kiriko Kubo; la musique de Hollywood Hotel (1994), de Mei-Juin Chen, jouée par le duo John Zorn-Marc Ribot; des musiques pour des publicités de l'agence Weiden and Kennedy (1990-1995).

## Titres
| 01.   | Main Title                   | 1:00 |
| 02.   | The Caper                    | 0:57 |
| 03.   | Cadence                      | 0:15 |
| 04.   | Kidnapping                   | 2:15 |
| 05.   | Doubt                        | 0:19 |
| 06.   | Nocturne 1                   | 0:26 |
| 07.   | Nocturne 2                   | 0:55 |
| 08.   | Bag Man                      | 2:00 |
| 09.   | The Cop                      | 0:27 |
| 10.   | Nocturne 3                   | 0:55 |
| 11.   | Juke Box                     | 2:45 |
| 12.   | End Titles                   | 4:28 |
| 13.   | Music For Tsunta (Nine Cues) | 3:31 |
| 14.   | Main Titles                  | 1:36 |
| 15.   | Washing Machine A            | 0:26 |
| 16.   | Washing Machine B            | 0:39 |
| 17.   | Night Hotel                  | 1:17 |
| 18.   | Japanese Tourists            | 1:54 |
| 19.   | Night Hotel 2                | 1:18 |
| 20.   | Objects                      | 3:16 |
| 21.   | Night Hotel 3                | 1:00 |
| 22.   | Rooftop Death Rattle         | 0:59 |
| 23.   | Taiwan                       | 3:48 |
| 24.   | End Titles                   | 1:50 |
| 25.   | Holland                      | 0:16 |
| 26.   | Canada                       | 0:31 |
| 27.   | France                       | 0:16 |
| 28.   | Germany                      | 0:33 |
| 29.   | Sweden                       | 0:30 |
| 30.   | USA                          | 0:28 |
| 31.   | Canada 2                     | 0:15 |
| 32.   | Sweden 2                     | 0:15 |
| 33.   | Italy                        | 0:14 |
| 34.   | Great Lobby                  | 0:33 |
| 35.   | Wheelchair Races             | 0:42 |
| 36.   | Logo                         | 0:14 |
| 37.   | Secret Code                  | 0:34 |
| 38.   | Secret Code 2                | 1:04 |
| 39.   | Don't Break                  | 0:40 |
| 40.   | Don't Break 2                | 1:09 |
| 41.   | Footnotes                    | 0:35 |
| 42.   | Footnotes 2                  | 1:10 |
| 43.   | Retraction                   | 0:41 |
| 44.   | Retraction 2                 | 1:15 |
| 45.   | Protest                      | 0:39 |
| 46.   | Protest 2                    | 1:13 |
| 47.   | Launch                       | 0:42 |
| 48.   | Launch 2                     | 1:14 |
| 49.   | Elevator                     | 0:40 |
| 50.   | Elevator 2                   | 1:09 |
| 51.   | Fiance                       | 0:39 |
| 52.   | Fiance 2                     | 1:13 |
| 53.   | Around The World             | 1:06 |
| 54.   | Batman                       | 0:32 |
| 55.   | Abstract Woman               | 0:35 |
| 56.   | Mystic Woman                 | 0:39 |
| 60:32 |                              |      |

## Personnel
Thieves Quartet (1-12)
- John Zorn - saxophone alto, piano (12)
- Dave Douglas - trompette
- Greg Cohen - basse
- Joey Baron - batterie
- Robert Quine - guitare (11)

Music For Tsunta  (13)
- Bill Frisell - guitare, banjo
- Peter Scherer - claviers
- Carol Emanuel - harpe
- Christian Marclay - platines
- David Hofstra - basse, tuba
- Cyro Baptista - percussions, voix
- Bobby Previte - batterie, percussions

Hollywood Hotel (14-24)
- John Zorn - saxophone alto
- Marc Ribot - guitares

Music For Weiden And Kennedy (25-56, formation différente sur chaque pièce)
- Carol Emanuel - harpe
- Marc Ribot - banjo, guitare
- Cyro Baptista - percussions
- Kermit Driscoll - basse
- Peter Scherer - claviers
- David Shea - échantillonneur
- Arto Lindsay - guitare, voix
- Bill Laswell - basse
- Ikue Mori - boîtes à rythmes
- Keith Underwood - flûte
- Jill Jaffee - alto
- Miguel Frasconi - harmonica de verre
- Robert Quine - guitare
- Guy Klucevsek - accordéon
- Anthony Coleman - orgue, claviers
- Greg Cohen - basse
- Joey Baron - batterie
- Chris Wood - basse
- Sim Cain - batterie
- Erik Friedlander - violoncelle
- John Zorn - saxophone alto